# Tonga aux Jeux olympiques d'été de 2004
Les Tonga participent aux Jeux olympiques d'été de 2004 à Athènes en Grèce. Il s'agit de leur 6e participation à des Jeux d'été.

## Athlètes engagés

### Athlétisme
Hommes
- 100m : Filipo Muller

Femmes
- Lancer du poids : 'Ana Po'uhila

### Boxe
- Poids super-lourds : Ma'afu Hawke

### Judo
- Hommes 73 kg : Akapei Latu

### Tir à l'arc
Hommes individuel
- Sifa Taumoepeau